# Kentmere Reservoir
Das Kentmere Reservoir ist ein Stausee im Lake District in Cumbria, England. Der See liegt am Südhang des High Street und wird aus dem Wasser des River Kent gespeist, der oberhalb von ihm entsteht. Weiter Zuflüsse erfolgen von der Westseite des Harter Fell.

## Geschichte
Der Stausee wurde zwischen 1845 und 1848 gebaut, weil die Fabrikbesitzer am River Kent so eine gleichbleibende Wasserversorgung zum Antrieb ihrer Maschinen sicherstellen wollten. Der Bau wurde dafür auf Antrag der Fabrikanten 1845 vom Parlament genehmigt.

## Lage
Der Stausee ist von den Bergen des sogenannten Kentmere Horseshoe (Kentmere-Hufeisen), das aus Yoke, Froswick, Ill Bell, High Street, Thornthwaite Crag, Harter Fell, Mardale Ill Bell und Kentmere Pike gebildet wird, umgeben und ist von ihnen allen gut sichtbar.
Der River Kent fließt am nördlichen Ende in den See ein und verlässt diesen in der Mitte der Staumauer an dessen südlichem Ende.